# Elementær Dansk Grammatik
Elementær Dansk Grammatik er en central bog i beskrivelsen af dansk grammatik. Den er skrevet af Paul Diderichsen, første gang udgivet i 1946 og kom siden i to yderligere udgaver, i 1957 og i 1962, der var fotografiske genoptryk med rettelser og udvidelser.
Bogen anses som forfatterens hovedværk, og meget af dens indhold er grundlaget for diskussioner af beskrivelsen af dansk grammatik.
I bogen forekommer blandt andet beskrivelsen af forfatterens sætningsskema. 
Bogen skiller syntaks i to analyseniveauer: den kombinatoriske syntaks, altså hvilke relationer der er mellem ord (ofte deres funktion), og topologien (eller topisk syntaks), som håndterer rækkefølgen af ord, dvs. ordstilling.